# Bartkó Lajos
Bartkó Lajos (Zólyombrézó, 1911. május 6. – Budapest, 1988. július 2.) geológus, a földtani tudományok kandidátusa (1963), Pro Natura (1986), Munka Érdemrend ezüst fokozata kitüntetések tulajdonosa.

## Életpályája
Miskolcon érettségizett, majd a budapesti tudományegyetemen földrajz-természetrajz szakon folytatta tanulmányait. Itt szerzett tanári oklevelet 1936-ban. 1937-ben bölcsészdoktori diplomát kapott. 1937–1939 között a budapesti VII. kerületi díszítő- és sokszorosító szakirányú községi tanonciskola helyettes pedagógusa, valamint a Pázmány Péter Tudományegyetem Földtani Intézetének díjtalan gyakornoka, 1939–1941 között tanársegéde volt. 1940–1941 között a Magyarhoni Földtani Társulat (MFT) titkára, 1981-től tiszteletbeli tagja volt. 1941–1949 között a Magyar Állami Földtani Intézet (MÁFI) tudományos munkatársa volt. A második világháború idején (1939–1945) katonai szolgálatot teljesített; századparancsnokként szerelt le. 1949–1956 között, valamint 1962–1971 között a Nógrádi Szénbányászati Tröszt főgeológusaként tevékenykedett. 1956–1958 között a MÁFI főgeológusa és a Szénbányászati Minisztérium tanácsadója volt. 1958–1962 között az Országos Földtani Főigazgatóság Földtani Osztályának vezetője. 1971-ben vonult nyugdíjba.
Munkásságának középpontjában a triász és harmadidőszaki üledékes területek térképezése állt; e tevékenysége közben tárta fel Sóshartyánban 1948-ban a később Jodaqua néven palackozott gyógyvizet. Őslénytani és rétegtani kutatásai közül a legjelentősebb az ipolytarnóci kövületlelőhely feltárása.

## Családja
Szülei: Bartkó Vilmos MÁV-felügyelő és Novák Mária voltak. Felesége, Mudroch Irén volt. Fia: Bartkó Tamás. A család 1920-tól Miskolcon élt, majd Budapestre költözött.

## Művei
- Földtani és őslénytani adatok Rákosszentmihály és környékének oligocén–miocénkori rétegeihez (Egyetemi doktori értek.; Budapest, 1937)
- Cápafogak Ipolytarnóc környékéről (Földtani Értesítő, 1941)
- Székelyudvarhely–Homoródalmás környékének földtani viszonyai (MÁFI évi jelentése, 1945)
- A Budapest-környéki szénhidrogén-kutatások eddigi eredményei (Jövedéki Mélykutatás, 1946)
- Magyarországi kőszénelőfordulások ismertetése (Budapest, 1957)
- Az északmagyarországi barnakőszéntelepek kora (Földtani Közlöny, 1961)
- A magyarországi külfejtéses szénbányászat értékelése (Budapest, 1962)
- A nógrádi barnakőszén-terület földtani vizsgálata (Kandidátusi értekezés is; Földtani Közlöny, 1963)
- Ásványtelepeink földtana (társszerző, Budapest, 1966)
- Nógrád megye ásványi nyersanyagainak kutatási eredményei 1945–1965 évek között (Salgótarján, 1966)
- Ipolytarnóc földtani vázlata (Geologica hungarica. Series palaeontologica Budapest, 1985)
- Ipolytarnóc. Ősmaradványok. Tájak, korok, múzeumok. (Budapest, 1985; 4. javított és bővített kiadás; 1996)

## Emlékezete
- Hably Lilla (1953-) geológus róla nevezett el egy Ipolytarnócon talált 19 millió éves diófélét (Carya bartkoi néven, 1985-ben).[3]

## Díjai
- Magyarhoni Földtani Társulat Emlékgyűrűje (1973)
- Koch Antal-emlékérem (1986)
- Pro Geologia Applicata Emlékérem (1986)
- Pro Natura emlékérem (1986)